# Die and retry
Le die and retry (traduction littérale : « mourir et ressayer », aussi appelé trial and error (ou "try and die") dans le monde anglophone, traduction littérale : « essai et erreur ») est un mécanisme de jeu vidéo, un élément de gameplay, qui contraint à jouer puis à perdre pour connaître les mouvements, les actions ou les choix à effectuer pour pouvoir gagner, terminer une partie ou un niveau. On distingue les die and retry purs où la mort du personnage ou l'arrêt de la partie est inéluctable et les jeux au gameplay difficile tels le roguelike, qui obligent à tenter, perdre puis ressayer, pour atteindre une certaine maitrise.
Le concept de die and retry peut être minimaliste dans certains jeux vidéo, mais il est parfois prépondérant dans d'autres systèmes de jeu, en imposant de fait une rejouabilité obligatoire.

## Description
Par essence, un jeu incluant une mécanique die and retry est qualifié comme tel quand l'arrêt de la partie peut survenir à tout moment, sans qu'aucune indication n'alerte le joueur sur un mauvais choix opéré, rendant seul l’échec alors envisageable. Le joueur n'a de choix que de terminer la partie ou mourir, pour recommencer et agir ou réagir d'une manière différente de l'échec précédent afin de progresser. Le jeu Dragon's Lair propose par exemple deux choix sans aucune indication, l'un conduit à la mort et l'autre au succès.
Les jeux au gameplay difficiles, qui nécessitent une mémorisation des événements et l'observation de la situation, le choix d'une stratégie, la mise en place d'une dextérité pour réussir, sont considérés comme des die and retry. Plus la difficulté est grande, plus la sensation de die and retry est importante. La maîtrise du système de jeu passe par un apprentissage répétitif jusqu'à la maîtrise des difficultés ou des énigmes et une dextérité suffisante pour réussir. Un exemple typique est Rick Dangerous, un autre est le célèbre Ghosts 'n Goblins.
Ces méthodes de jeu empirique peuvent s'apparenter à la méthode essai-erreur.
Ce mécanisme de jeu peut se retrouver de façon plus ou moins importante dans quasiment tous les genres de jeu vidéo. Il peut être intégré dans une toute petite séquence ou partie du jeu mais devient parfois le mécanisme essentiel, même si le genre de jeu vidéo est tout autre. Geometry Dash est un jeu de plates-formes qui illustre cette prépondérance du mécanisme sur le type du jeu vidéo.

## Application au cinéma
Dans le film Un jour sans fin / Le Jour de la marmotte (Groundhog Day, 1993), bien qu'il ne meure qu'en cas de suicide, le héros revit en boucle la même journée, jusqu'à atteindre l'objectif qui est de devenir une personne plus positive et généreuse.
Dans le film Source Code (2011), le héros revit en boucle la même période de huit minutes, à la fin de laquelle il meurt inlassablement dans une explosion. Davantage que d'empêcher cette explosion, l'objectif est d'identifier son criminel afin de déjouer de futurs attentats.
Dans le film de science-fiction Edge of Tomorrow (2014), adapté du light novel japonais All You Need Is Kill de Hiroshi Sakurazaka, le major William Cage est condamné à mourir puis revivre quasiment indéfiniment pour enfin trouver la solution et vaincre l'ennemi. Le die and retry est utilisé comme base de départ scénaristique, permettant au héros de modifier les évènements qui vont se dérouler. William Cage choisit parfois lui-même de mourir pour essayer d'autres choix dans l'optique de « changer l'avenir ».
Dans le film Boss Level ou Ennemi Ultime au Québec (2021) l'ancien agent des forces spéciales Roy Pulver (Frank Grillo), piégé dans une boucle temporelle qui répète constamment le jour de son meurtre, découvre des indices sur un projet gouvernemental secret qui pourrait dévoiler le mystère de sa mort prématurée. Dans une course contre la montre, Pulver doit traquer le colonel Clive Ventor (Mel Gibson), le puissant chef du programme gouvernemental, tout en devançant des assassins habiles et impitoyables déterminés à le détourner de la vérité afin de sortir de la boucle, de sauver sa femme (Naomi Watts) et de vivre à nouveau pour demain.
Dans la série Poupée russe l'héroïne meurt et revient à la vie au début de sa fête d'anniversaire, jusqu'à ce qu'elle réussisse à briser le cercle.